# Espaly-Saint-Marcel
Pour les articles homonymes, voir Saint-Marcel.
Espaly-Saint-Marcel est une commune française située dans le département de la Haute-Loire en région Auvergne-Rhône-Alpes.
Ses habitants sont appelés les Espaviots, Espaviotes.

## Géographie

### Localisation
La commune d'Espaly-Saint-Marcel se trouve dans le département de la Haute-Loire, en région Auvergne-Rhône-Alpes. Espaly se trouve dans le massif du Devès, qui fait partie des monts du Velay dans le Massif central.
Elle se situe à 2 km par la route du Puy-en-Velay, préfecture du département.
Valence (et l'autoroute A7) est à 111 km à l'est, Brioude à 56 km au nord-ouest et l'autoroute A75 à 70 km au nord-ouest (accès no 22  « Le Puy-en-Velay — Espalem »).
Les communes les plus proches sont :
Le Puy-en-Velay (2,0 km), Aiguilhe (2,1 km), Ceyssac (2,1 km), Vals-près-le-Puy (2,3 km), Polignac (2,6 km), Chadrac (4,1 km), Le Monteil (4,9 km), Brives-Charensac (5,3 km).
Elle est limitrophe des municipalités d'Aiguilhe au nord et à l'est, Le Puy-en-Velay au sud-est et au sud, Ceyssac au sud-ouest et à l'ouest, Polignac au nord-ouest.
|         | Polignac                      | Aiguilhe         |
| Ceyssac | Espaly-Saint-Marcel           | Le Puy-en-Velay  |
|         | Saint-Christophe-sur-Dolaison | Vals-près-le-Puy |

### Hydrographie
La rivière Borne, qui coule ici d'ouest en est, est le seul cours d'eau traversant la commune. En rive droite (côté sud); deux de ses affluents ont creusé des vallées : le ruisseau de Ceyssac et, en aval, le ruisseau de Clary dans le val du Riou.

### Géologie
Son altitude varie de 618 à 892 mètres, sa mairie se trouvant à 655 mètres.
La formation volcanique en « tuyaux d'orgue » des Orgues d'Espaly.

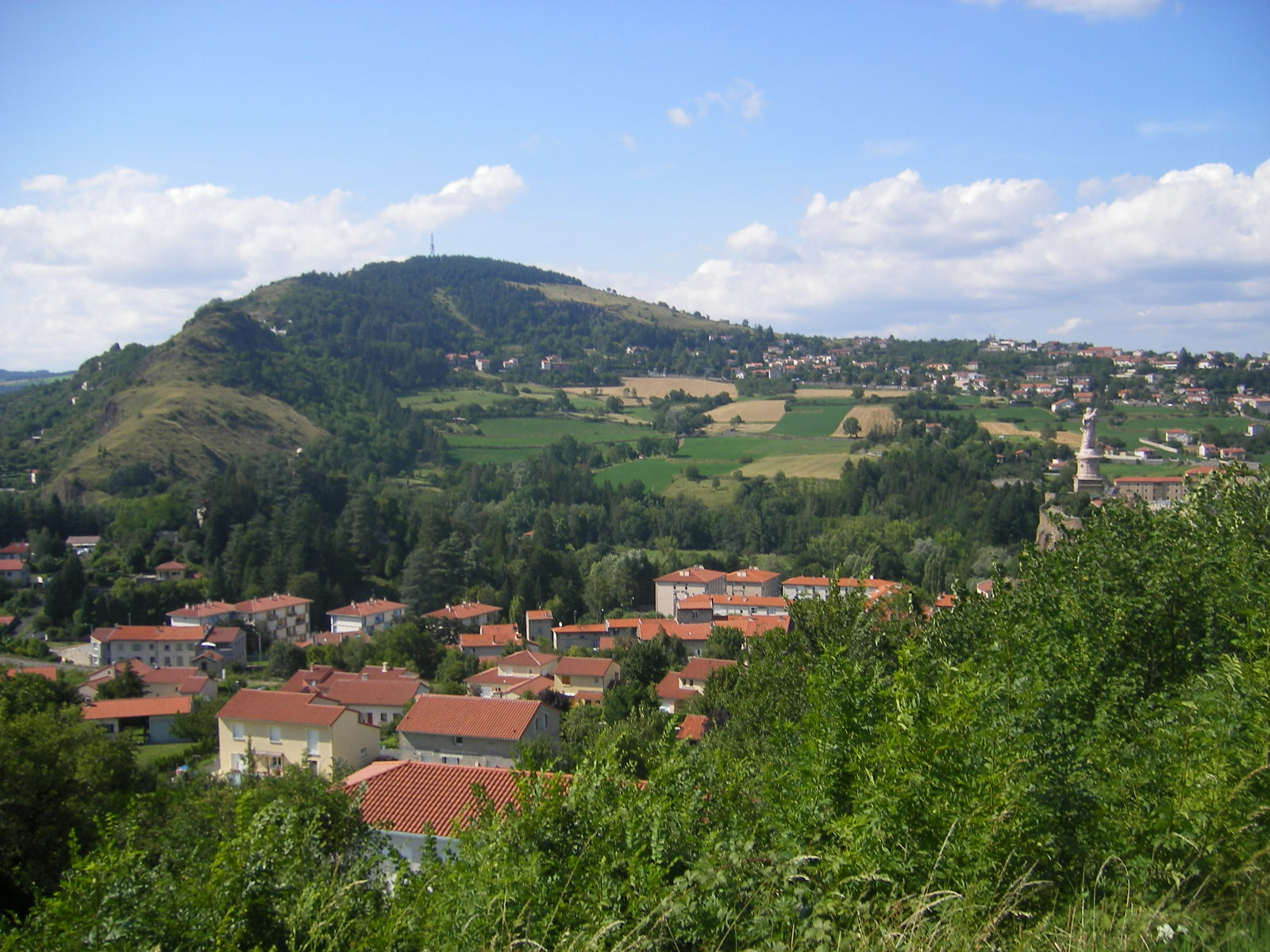
Orgues d'Espaly à gauche, devant le volcan du mont Denise.

- Rocher des Orgues d'Espaly sur Commons
- Orgues d'Espaly à gauche,
devant le volcan du mont Denise.

### Climat
Pour des articles plus généraux, voir Climat d'Auvergne-Rhône-Alpes et Climat de la Haute-Loire.
En 2010, le climat de la commune est de type climat des marges montargnardes, selon une étude du Centre national de la recherche scientifique s'appuyant sur une série de données couvrant la période 1971-2000. En 2020, Météo-France publie une typologie des climats de la France métropolitaine dans laquelle la commune est exposée à un climat de montagne ou de marges de montagne et est dans la région climatique Sud-est du Massif central, caractérisée par une pluviométrie annuelle de 1 000 à 1 500 mm, minimale en été, maximale en automne.
Pour la période 1971-2000, la température annuelle moyenne est de 9,7 °C, avec une amplitude thermique annuelle de 16,3 °C. Le cumul annuel moyen de précipitations est de 763 mm, avec 8 jours de précipitations en janvier et 6,1 jours en juillet. Pour la période 1991-2020, la température moyenne annuelle observée sur la station météorologique de Météo-France la plus proche, « Le Puy-Chadrac », sur la commune de Chadrac à 4 km à vol d'oiseau, est de 10,4 °C et le cumul annuel moyen de précipitations est de 632,0 mm,. Pour l'avenir, les paramètres climatiques de la commune estimés pour 2050 selon différents scénarios d'émission de gaz à effet de serre sont consultables sur un site dédié publié par Météo-France en novembre 2022.
| Mois                                  | jan.             | fév.             | mars           | avril         | mai             | juin            | jui.            | août           | sep.            | oct.          | nov.             | déc.             | année      |
| ------------------------------------- | ---------------- | ---------------- | -------------- | ------------- | --------------- | --------------- | --------------- | -------------- | --------------- | ------------- | ---------------- | ---------------- | ---------- |
| Température minimale moyenne (°C)     | −1,3             | −1,4             | 1              | 3,5           | 7,2             | 10,6            | 12,4            | 12             | 8,7             | 6,5           | 2,3              | −0,4             | 5,1        |
| Température moyenne (°C)              | 2,4              | 3,2              | 6,4            | 9,1           | 13,1            | 16,9            | 19,3            | 19,1           | 14,9            | 11,3          | 6,2              | 3,1              | 10,4       |
| Température maximale moyenne (°C)     | 6                | 7,7              | 11,8           | 14,7          | 19              | 23,3            | 26,2            | 26,1           | 21,1            | 16,1          | 10               | 6,6              | 15,7       |
| Record de froid (°C) date du record   | −22,7 05.01.1971 | −23,3 15.02.1956 | −19,5 01.03.05 | −7,7 08.04.03 | −5,4 01.05.1938 | −0,5 10.06.1987 | 2,2 07.07.1962  | 1,4 30.08.1986 | −3,1 27.09.1972 | −8 31.10.1997 | −12,7 28.11.1985 | −19,7 22.12.1963 | −23,3 1956 |
| Record de chaleur (°C) date du record | 19,2 27.01.16    | 23,8 28.02.1960  | 25,2 17.03.04  | 28 28.04.23   | 34 22.05.22     | 39,5 27.06.19   | 38,3 29.07.1947 | 38,8 05.08.03  | 35,6 14.09.1987 | 30,4 09.10.23 | 22,8 08.11.15    | 17,8 05.12.06    | 39,5 2019  |
| Précipitations (mm)                   | 34,1             | 22,3             | 27,3           | 53,6          | 75,5            | 71,3            | 57,3            | 64,2           | 65,9            | 66,1          | 62,7             | 31,7             | 632        |

## Urbanisme

### Typologie
Au 1er janvier 2024, Espaly-Saint-Marcel est catégorisée ceinture urbaine, selon la nouvelle grille communale de densité à sept niveaux définie par l'Insee en 2022.
Elle appartient à l'unité urbaine du Puy-en-Velay, une agglomération intra-départementale regroupant neuf  communes, dont elle est une commune de la banlieue,,. Par ailleurs la commune fait partie de l'aire d'attraction du Puy-en-Velay, dont elle est une commune de la couronne,. Cette aire, qui regroupe 59 communes, est catégorisée dans les aires de 50 000 à moins de 200 000 habitants,.

### Occupation des sols
L'occupation des sols de la commune, telle qu'elle ressort de la base de données européenne d’occupation biophysique des sols Corine Land Cover (CLC), est marquée par l'importance des territoires agricoles (57,1 % en 2018), en diminution par rapport à 1990 (60,5 %). La répartition détaillée en 2018 est la suivante :
prairies (33,4 %), zones urbanisées (30,9 %), zones agricoles hétérogènes (23,7 %), forêts (7,8 %), espaces verts artificialisés, non agricoles (4,2 %).
L'évolution de l’occupation des sols de la commune et de ses infrastructures peut être observée sur les différentes représentations cartographiques du territoire : la carte de Cassini (XVIIIe siècle), la carte d'état-major (1820-1866) et les cartes ou photos aériennes de l'IGN pour la période actuelle (1950 à aujourd'hui).

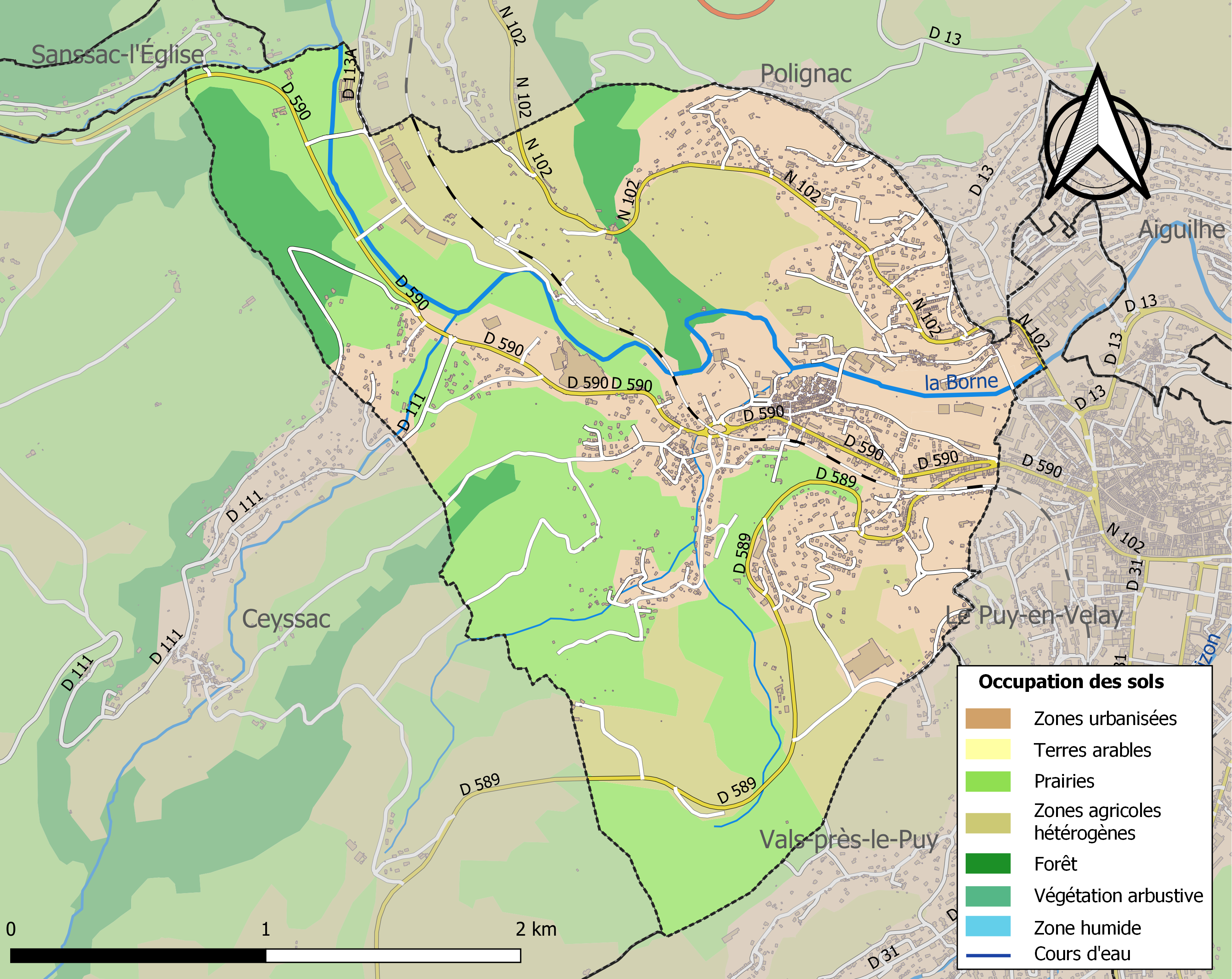
Carte des infrastructures et de l'occupation des sols de la commune en 2018 (CLC).
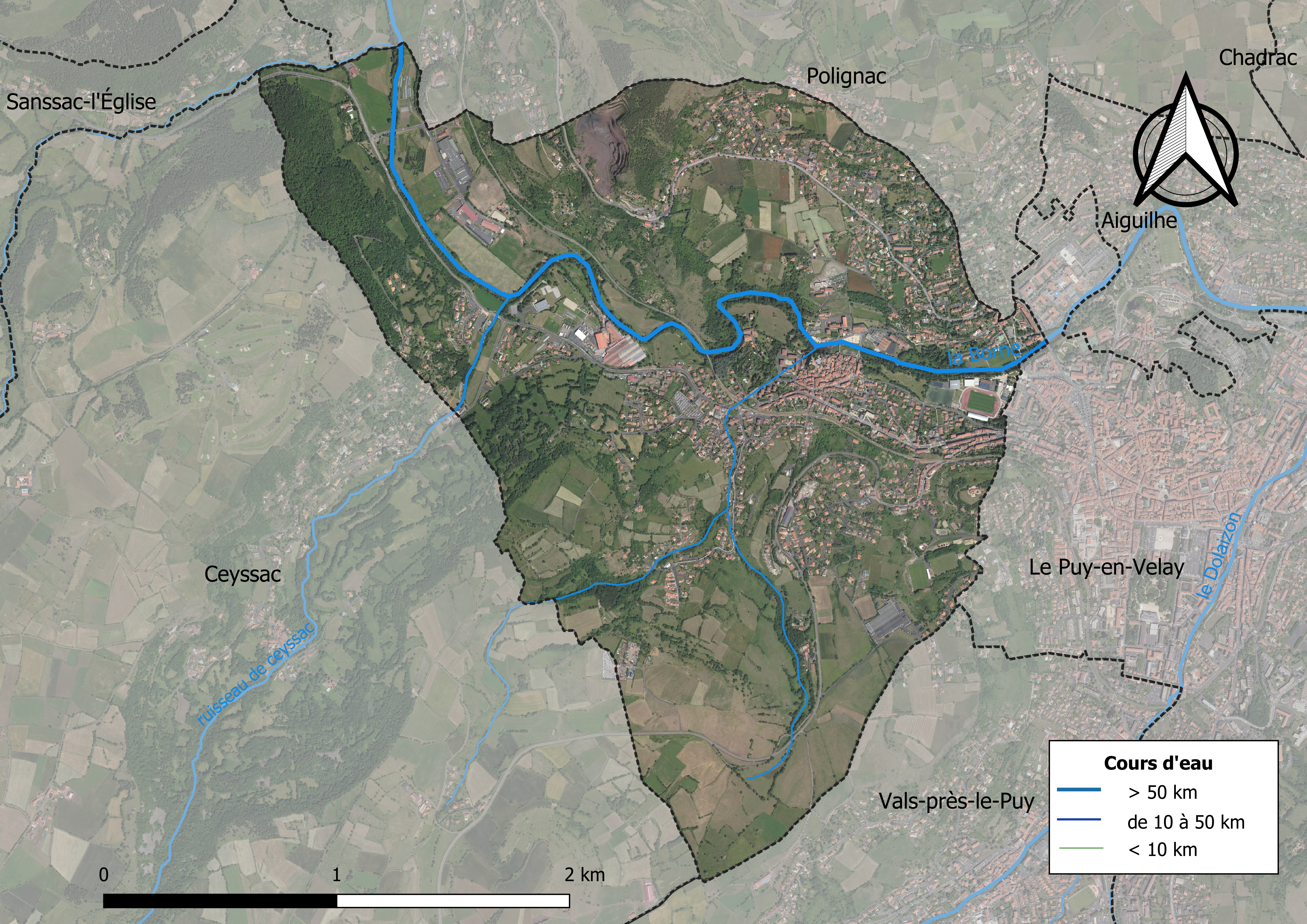
Carte orthophotographique de la commune.

### Habitat et logement
En 2018, le nombre total de logements dans la commune était de 1 985, alors qu'il était de 1 940 en 2013 et de 1 803 en 2008.
Parmi ces logements, 82,5 % étaient des résidences principales, 3,2 % des résidences secondaires et 14,3 % des logements vacants. Ces logements étaient pour 61,2 % d'entre eux des maisons individuelles et pour 38,4 % des appartements.
Le tableau ci-dessous présente la typologie des logements à Espaly-Saint-Marcel en 2018 en comparaison avec celle de la Haute-Loire et de la France entière. Une caractéristique marquante du parc de logements est ainsi une proportion de résidences secondaires et logements occasionnels (3,2 %) inférieure à celle du département (16,1 %) mais supérieure à celle de la France entière (9,7 %). Concernant le statut d'occupation de ces logements, 58,8 % des habitants de la commune sont propriétaires de leur logement (61,4 % en 2013), contre 70 % pour la Haute-Loire et 57,5 pour la France entière.
| Typologie                                               | Espaly-Saint-Marcel | Haute-Loire | France entière |
| ------------------------------------------------------- | ------------------- | ----------- | -------------- |
| Résidences principales (en %)                           | 82,5                | 71,5        | 82,1           |
| Résidences secondaires et logements occasionnels (en %) | 3,2                 | 16,1        | 9,7            |
| Logements vacants (en %)                                | 14,3                | 12,4        | 8,2            |

## Histoire

### Préhistoire
L'« Homme de la Denise »

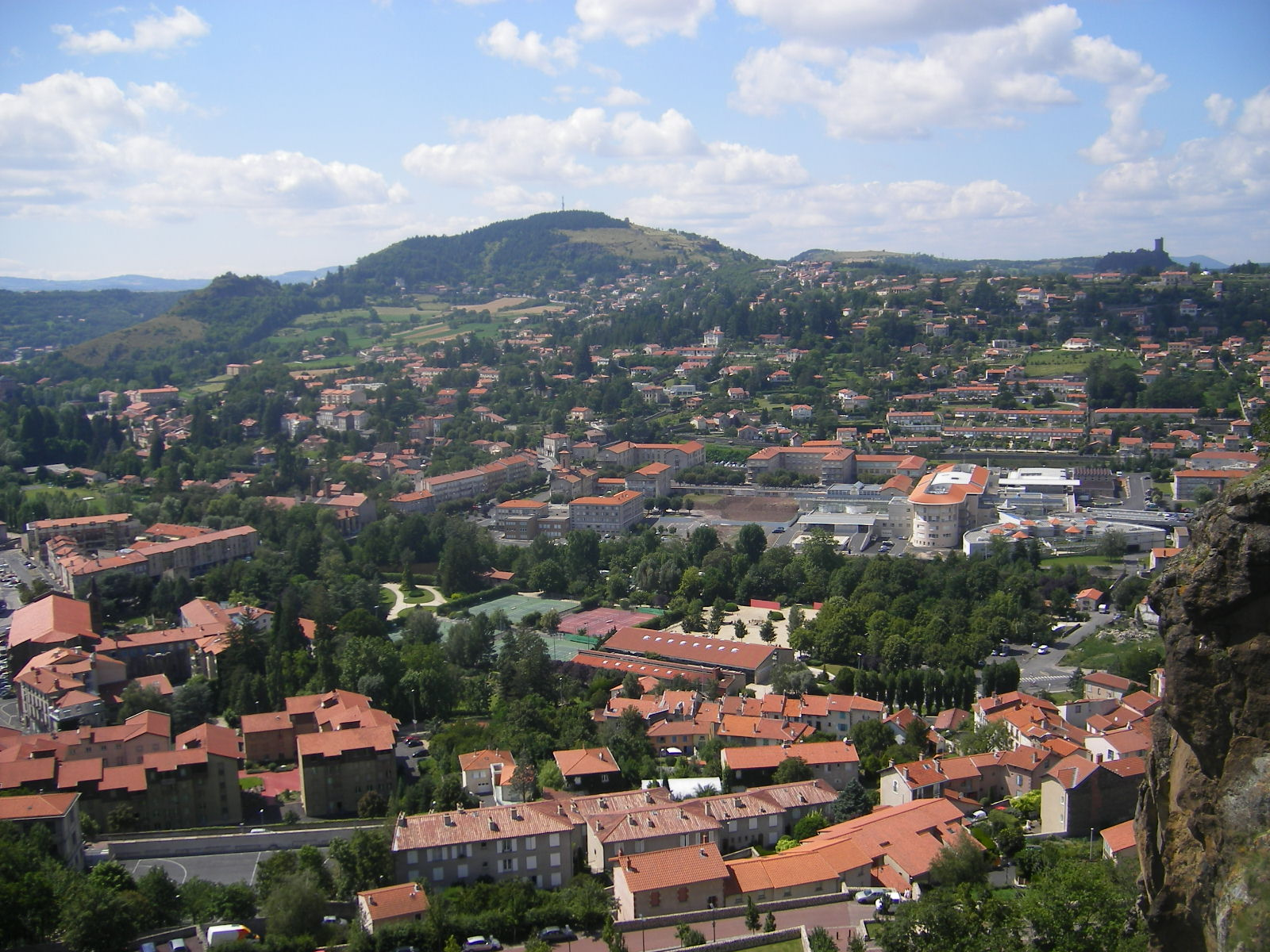
Volcan de la Denise derrière le Puy,
flanc est.

Découvert en 1844 par un laboureur à la Malouteyre selon certains, à l'Ermitage selon d'autres, sur la pente sud-est du volcan de la Denise au nord-ouest du bourg, ce squelette est publié en 1847 par Auguste Aymard,. Ses vestiges reposent dans un terrain dont la stratigraphie complexe s'avère longtemps difficile à déterminer et donne lieu à de nombreux avis partagés. 

Une stratigraphie complexe, car cet homme a été un témoin des éruptions du Velay et de la chaîne du Puy de Dôme - il est contemporain de la faune à Rhinoceros merckii (espèce éteinte depuis au moins 30 000 ans) et a été enseveli sous les cendres d'une éruption de la Denise. 

De plus et surtout, à l'époque de sa découverte l'idée de l'ancienneté de l'espèce humaine est strictement limitée à des temps très récents, ne dépassant pas quelques millénaires. Il est impensable qu'un crâne d'Homo sapiens puisse être plus vieux que ce que dit la bible. L'authenticité des vestiges humains découverts est donc contestée : les hypothèses de fraude et / ou sépulture récente sont encore avancées en 1921 par Marcellin Boule qui, après avoir en 1892 fait « honneur au talent et au courage des naturalistes du Puy » pour soutenir l'hypothèse d'une plus grande ancienneté, se rétracte de cette position et, selon Pierre Bout, trouve « les Hommes fossiles de Denise […] trop évolués pour l'âge qu'il faut bien leur reconnaître dès l'instant que l'on admet leur authenticité ».
Les Rivaux
Le gisement des Rivaux se trouve en rive gauche (côté nord) de la Borne, à moins de 600 m au nord-ouest du centre d'Espaly. Il inclut quatre gisements connus, numérotés de 1 à 4. Rivaux 1, le gisement principal, est découvert par Auguste Aymard qui le publie en 1855. En 1876 il livre un vestige humain et, dans les couches sus-jacentes (donc plus récentes), de nombreux vestiges de faune quaternaire. Pierre Bout y découvre en 1949 des éléments d'industrie lithique paléolithique ; plus ou moins dans la même période, François Prat identifie le cheval des Rivaux à Equus caballus germanicus Nehring. Plusieurs fouilleurs explorent le site entre 1962 et 1968, sans beaucoup de méthode. En 1968, René Liabeuf et Alain Quinqueton découvrent dans les couches supérieures du remplissage des niveaux néolithiques avec structures d'habitat et une grande quantité de mobilier chasséen. Ces niveaux font l'objet de fouilles de sauvetage de 1970 à 1974 et en 1976. Mais devant l'ampleur du site, il s'avère que les moyens mis en œuvre sont insuffisants et inadaptés ; ce qui détermine en 1977 l'acceptation du site dans le programme du Fonds d'intervention destiné à l'archéologie de sauvetage (Fias) créé cette même année par le Conseil supérieur de la recherche archéologique (C.S.R.A.).
- Vestige humain découvert en 1876

Il s'agit d'une portion inférieure de tibia droit, encastrée dans un morceau de brèche à éléments basaltiques liés par de la calcite. L'identité de son « inventeur » n'est pas formellement établie. Aymard l'attribue à Bertrand de Lom, ; mais l'inventaire par H. Mallergue du matériel préhistorique du musée Crozatier indique que le fossile a été trouvé par M. Pellegrini - ce dernier souvent associé à Aymard pour ce qui concerne les dons au musée.
Raynal et al (1981) attribuent à ce fossile un âge rissien (entre 300 000 (ou 374 000) et 130 000 ans environ).
- Mobilier

Entre autres mobilier, le locus 1 a livré des plats à pain chasséens à la base de l'occupation principale. Ce Chasséen peu évolué se retrouve au locus 4, où des vestiges de cette époque ont été découverts en 1979. Le site a aussi fourni plusieurs niveaux avec des faunes wurmiennes et une industrie moustérienne.
L'occupation chasséenne a duré à peu près un millénaire, de 5 600 ± 210 ans AP (3 650 BC) à 4 540 ± 210 ans AP (2 590 BC).
Site de plein air sur Ceyssac et Espaly
Sur le plateau joignant Espaly et Ceyssac au sud-ouest, Alain Quinqueton a découvert en 1978 ou 1979 un site de plein air occupé sur une longue période, avec des vestiges datant de la fin du Néolithique, d'autres de l'époque gallo-romaine et des traces de remparts. Le mobilier néolithique inclut des meules, dont quatre en granite et d'autres en roche plus fine ; et cinq broyeurs en grès, en granite et en quartz.
Un petit atelier de fabrication de haches a peut-être existé à cet endroit. Plusieurs haches sont en fibrolite, de même qu'un petit ciseau poli ; d'autres haches sont façonnées dans une roche verte, cette dernière rarement employée à cette fin sur le territoire de la Haute-Loire.
Le site a aussi livré 46 pièces d'outillage, dont dix éclats retouchés, huit racloirs, six pièces foliacées, trois lames tronquées, trois lames retouchées, une pièce esquillée, deux denticulés, cinq grattoirs, deux encoches, une pièce à retouches alternes et un poignard. Sont également présentes des têtes de flèches dont plusieurs types ovalaires, une amygdaloïde, une triangulaire et une avec un cran basal assez rare.
La céramique, typiquement mal conservée comme c'est généralement le cas pour les sites de plein air et surtout sur des terres labourées, n'a fourni en 1979 que deux éléments remarquables : un rebord atypique et un téton de préhension perforé très corrodé.
Grotte de Cormail
Un dépôt de haches polies est trouvé au XIXe siècle dans la grotte de Cormail, aujourd'hui détruite. Le Chasséen y est représenté. L'une des céramiques découvertes correspond même à une figurine humaine, dont la facture, quoique rudimentaire, n'en est pas moins d'une grande expressivité.
Neck d'Espaly
Des abris sont creusés dans le tuf volcanique du neck d'Espaly, sans qu'il soit cependant possible de les dater de cette période éloignée.

### Antiquité
Le neck d'Espaly a probablement accueilli un  oppidum vellaune.
En février 52 av. J.-C., les légionnaires de Jules César passent sur le territoire, mettant le pays à feu et à sang.
Le nom latin du bourg est Spaleto (orthographe de 990, puis Spalatum en 1088, Spaly en 1387, Espaly en 1393). On y retrouve le radical indo-européen spal indiquant un escarpement, comme pour la commune d'Espalion au pied d'une falaise ou encore l'ancien fort d'Espaliou sur la commune de Vorey.
Saint-Marcel se serait nommé Galabrum. De l'époque gallo-romaine furent trouvés quelques vestiges, dont des tuiles, un vase, une base sculptée de colonne, des lingots de plomb, les fondations d'une vaste habitation. Une épitaphe rappelle qu'un magistrat du lieu fut patronus collegii fabrorum tignariorum, c'est-à-dire patron du collège des charpentiers[Pas dans la source].
Galabrum eut son église dès le début du christianisme en Gaule, celle-ci étant détruite lors d'une incursion de Vandales, puis reconstruite.

### Moyen Âge
La Famille d'Espaly, appelée Seigneurs de Ferranhe, ou Comarcs d'Espaly, fit bâtir deux châteaux :
- Au IXe ou Xe siècle, le Castrum Spaletti, une forteresse sur le neck, cédée aux évêques du Puy en 1197, reconstruite en 1280 par Guillaume de La Roue et restaurée en 1465.
- L'Arbousset, plus récent, sur le rocher de Ferranhe, où loge la famille après la cession du premier château. Acheté par la Famille de Licques en 1586, il est complètement rasé en 1591 par les huguenots[Note 12]. Moins de 300 mètres séparent les deux bâtiments. La Famille de Licques achète aussi une métairie sur la commune. Cette métairie est ravagée en 1590 ; reconstruite, elle est agrandie et devient château de Licques au XVIIIe siècle.

Au pied du neck (d'après Charles Calemard de Lafayette) s'ouvrait l'une des entrées d'un grand réseau souterrain où « pourrait passer une voiture à quatre chevaux », creusé à une date inconnue et passant sous le rocher Corneille (dominé aujourd'hui par la Statue de Notre-Dame de France).
- Durand (cité en 1096).
- Un Comarc d'Espaly (1115-1180), qui prend part à la troisième croisade avec le comte de Toulouse.
- Bertrand d'Espaly qui en 1197, avant de se faire chartreux, donna le Castrum Spaletti à l'évêque du Puy (Bertrand de Chalencon) et à ses successeurs.
- Étienne de Ferragnhe (1285).
- Pierre de Ferragnhe (1309).
- Guillaume d'Espaly, dit de Ferragnhe (1343).
- Hugues (1383).
- Pierre d'Espaly (Floruit 1386-1397), alias Ferranhe.
- Geoffroy d'Espaly (1495), père de Eymar.
- Pierre d'Espaly (1519), alias Ferahne, écuyer.
- Eymar d'Espaly (1545), seigneur de Ferranhe.
- Jehan de Ferraghne de Séneujols (Ferranha de Seneol).

Du XIIIe au XVe siècle, le  Riou Pezouillou, qui naît au pied de l'ancien volcan du Croustet sur le territoire de Ceyssac et se jette dans la Borne, était l'un des gisements de pierres précieuses les plus importants d'Europe,,. On y trouvait principalement des saphirs et des zircons, mais aussi quelquefois des émeraudes et des rubis, qui furent utilisés pour la confection de bijoux portés par les souverains français et par certains papes. En 1640, dans un traité sur la minéralogie, La restitution de Pluton, il n'est plus fait mention de saphirs ni d'émeraudes trouvés dans ce secteur.
De 1347 à 1350, la peste noire frappe l'Auvergne, qui perd le quart de sa population.
En septembre 1389, Charles VI séjourne dans la forteresse. Le 24 mars 1394 il repasse par le Puy et Espaly.
En juin 1421 le seigneur de Rochebaron, aidé de Bourguignons, assiège la ville du Puy. Ne pouvant la prendre, ils ravagent les environs avant de partir.
Les états généraux du Languedoc s'y tiennent en 1425 et 1429.
14 octobre 1465 : lors de la Ligue du Bien public, après un violent siège, elle est prise par Rauffet de Balsac (orthographié aussi Rouffiac de Balzac, au nom du roi Louis XI.

### Guerres de Religion et combats à Espaly
Les guerres religieuses affligent le Velay de 1560 à 1596, période de l'épiscopat de Antoine de Senneterre, évêque du Puy de 1561 à 1592.
Après avoir pillé et ravagé l'abbaye de La Chaise-Dieu le 2 août 1562, le Chevalier des Blacons, lieutenant du baron des Adrets et chef des protestants du Dauphiné, à la tête de sept à huit mille huguenots, arrive devant Le Puy le 4 août, occupe Espaly, Saint-Marcel et Aiguilhe, ravage et pille avant de partir le 10 août pour le château de la Rochelambert à Saint-Paulien. Espaly était à cette époque entourée d'une muraille, cette dernière bâtie à une date indéterminée.
Le 10 janvier 1574, entre 100 et 160 réformés conduits par Vidal Guyard, bonnetier ponot, prennent la forteresse en s'y introduisant de nuit par un égout et au matin maîtrisent tout le bourg. Le 20, Antoine II de La Tour Saint Vidal reprend le bourg, sans la forteresse. Les combats sont violents, la muraille entourant le village est ruinée. Guyard est assassiné par ses propres hommes, à qui on a fait croire qu'il les trahissait. Son successeur traite avec saint Vidal et abandonne la place le 12 mars.
Toujours dans le cadre des Guerres de Religion (la huitième (1585-1598)), mais cette fois entre la Ligue catholique et les partisans des rois Henri III puis Henri IV, le 23 juillet 1589 des émeutes à mains armées ont lieu dans la ville du Puy, dont la population est majoritairement partisane de la ligue. Les royalistes se réfugient à Espaly. Des heurts meurtriers ont lieu entre les ponots et une troupe venue de Polignac, cette dernière y laissant une cinquantaine de morts. Les 24 et 25 janvier 1590, des escarmouches ont lieu sur le territoire entre Espaly et Ceyssac. Le 26, la garnison d'Espaly attaque Vals et saisit des bestiaux qu'elle emmène à Polignac. Le 3 février, les ligueur attaquent Ceyssac, ne cherchent pas à prendre son château mais pillent le village et emmènent des prisonniers, libérés contre rançon. Les 5 et 6 février, ils attaquent le bourg d'Espaly, sans réussir à l'occuper. Ce combat fait dans les deux partis des dizaines de morts, la haine et le vandalisme atteignent leurs extrêmes limites, les royalistes parvenant après une contre-attaque aux portes du Puy à  brûler des maisons, des moulins et des vignes. Début mai les ligueurs incendient le bourg de Polignac, sous le feu des canons de son fort. Le 27, arrivent au Puy en provenance de Saint-Paulien entre 3 et 4000 hommes commandés par  Antoine de La Tour, qui durent se frayer un passage par le Mont Denise en guerroyant, et attaquent Espaly les 28, 29 et 30 mai. Le 1er juin la forteresse est bombardée, mais les belligérants s'accordent ensuite pour un cessez-le-feu.
Le 25 janvier 1591, lors d'une entrevue entre les chefs royalistes et ligueurs sur le pont d'Estroulhas, le baron Antoine de Saint-Vidal, son lieutenant et plusieurs des leurs sont assassinés par Pierre de la Rodde et ses hommes.
Le 10 juillet, les royalistes reçoivent le renfort de Chambaud (chef des protestants du Vivarais) et de troupes qui prennent position dans Espaly (après avoir assiégé en vain la forteresse de Saint-Vidal pendant huit jours) et s'emparent de Saint-Marcel et du pont d'Estroulhas. De leur côté, le 25 juillet, les ligueurs reçoivent en renfort quatre cents cavaliers et un millier de troupiers en provenance de Lyon, qui attaquent Saint-Marcel le 31. Les combats sont terribles, extrêmement meurtriers : ne serait-ce que dans l'église du bourg et à proximité, plus de quatre-vingt ligueurs sont tués, et plus de cent royalistes et protestants. Les blessés ne sont pas comptabilisés, mais les sols sont couverts de morts. On se bat sur la Denise, dont le sommet reste cependant aux mains des royalistes, mais le lendemain 1er août, ces derniers et leurs alliés abandonnent Saint-Marcel après l'avoir incendié. Le 6, les ligueurs reçoivent un nouveau renfort de trois cents hommes et, le 7, Espaly et sa forteresse subissent plus de cent tirs d'artillerie. Les combats constants amènent les derniers défenseurs du bourg à négocier leur reddition le 21 août : ils gardent liberté et vie sauve, mais les ponots en massacrent quatre malgré le traité. Les survivants se réfugient dans le château-fort de Ceyssac, qui se rend sans combat peu après devant l'arrivée d'un fort parti de ligueurs.
Les troubles, cette guerre fratricide, ne cessent dans le secteur qu'en 1596 (le roi de France Henri IV abjurant très officiellement sa foi protestante le 25 juillet 1593 en la Basilique de Saint-Denis, Charles de Mayenne se soumettant en 1595).
La ville du Puy, intraitable, subit encore sans plier le siège d'une armée commandée par Anne de Lévis, qui débute en août 1594 et s'étale sur plusieurs semaines. À cette époque, Espaly et Saint-Marcel ne sont que ruines.

### De 1789 à aujourd'hui
Les deux bourgs sont réunis lors de la période révolutionnaire, la nouvelle commune portant le nom d'Espaly-et-Marcel en 1789, Saint Marcel en 1793, Espailly en 1801.
Commandé en 1821, le pont en pierre Paradis est achevé en 1824. Non loin se trouve une masure occupée à partir de 1837 par quatre religieux. L'année suivante, un noviciat y est établi, qui dès 1841 prend de l'importance et devient une antenne de l'institut des Frères du Sacré-Cœur. Cette congrégation, forte de 400 frères en 1859, y ouvre des écoles dans de nombreux bâtiments nouvellement construits. En 1985, une maison de retraite moderne est inaugurée à proximité pour les religieux catholiques ; les vieux bâtiments désertés sont transformés en immeubles d'habitations privées.
En 1860 est créée une papeterie, rachetée en 1991 par le groupe International Paper. En 2016, approximativement 150 salariés y produisent six-cent-mille emballages (cartons) par jour.
La ligne ferroviaire du Puy à Clermont-Ferrand est ouverte en 1874 et passe sur la commune.
En 1876 est créée la première malterie de Haute-Loire, sur la commune. Vers 1890 sont construits de nouveaux bâtiment, mais l'entreprise fait faillite en 1936.
Le 16 novembre 1884, le neck et les ruines de la forteresse sont vendus à l'abbé Fontanille pour 10 000 francs, qui fait construire le sanctuaire de Saint Joseph et sa statue en béton armé d'une hauteur de 22,40 mètres, inaugurés et bénis le 11 avril 1910. Tout fut financé par l'argent d'un héritage familial fait à l'abbé, qui continua à vivre dans une pauvre masure, toujours visible.
En octobre 1896, la ligne de tramway Espaly - Le Puy - Brives est inaugurée. Elle fonctionne jusqu'en 1923. Ses guichets à Espaly se trouvaient dans l'actuel "Bar du Rocher".
En 1900, une centaine de personnes vivent directement ou indirectement de l'extraction de la chaux et de sa transformation en chaux vive dans des chaufours. Cette activité minière souterraine sur le territoire de la commune serait fort ancienne, longtemps effectuée seulement par les paysans à la morte saison. L'activité cessera définitivement au lendemain de la Seconde Guerre mondiale. De 1925 à 1977, nombre des anciennes galeries minières sont utilisées pour la production d'agaricus (champignons de Paris).
Le 24 décembre 1914, le journal La Haute-Loire mentionne « l'arrivée de quatre cents soldats allemands d'origine polonaise, qui sont internés dans les locaux de l'institution religieuse Paradis à Espaly ». Il en arrive encore une quarantaine en juin 1915. En septembre de la même année, on dénombre huit cents prisonniers. Ce chiffre fluctue tout au long de la guerre, mais le camp de prisonniers de guerre d'Espaly est un des plus importants de France en ce qui concerne les polonais. En 1918, un millier d'entre eux s'engagent dans un « bataillon polonais » qui combat en Champagne et dans les Vosges. Les blessés sont hospitalisés à Vals. Ce bataillon participe au défilé de la victoire le 14 juillet 1919.
Lors de la Première Guerre mondiale, soixante-deux enfants de la municipalité tombent au champ d'honneur.
L'eau courante arrive au village en 1936.

## Politique et administration

### Découpage territorial
La commune d'Espaly-Saint-Marcel est membre de la communauté d'agglomération du Puy-en-Velay, un établissement public de coopération intercommunale (EPCI) à fiscalité propre créé le 26 décembre 2016 dont le siège est à Le Puy-en-Velay. Ce dernier est par ailleurs membre d'autres groupements intercommunaux.
Sur le plan administratif, elle est rattachée à l'arrondissement du Puy-en-Velay, au département de la Haute-Loire, en tant que circonscription administrative de l'État, et à la région Auvergne-Rhône-Alpes.
Sur le plan électoral, elle dépend du canton du Puy-en-Velay-1 pour l'élection des conseillers départementaux, depuis le redécoupage cantonal de 2014 entré en vigueur en 2015, et de la deuxième circonscription de la Haute-Loire  pour les élections législatives, depuis le redécoupage électoral de 1986.

### Liste des maires
| Période                                  | Période   | Identité            | Étiquette    | Qualité                        |
| ---------------------------------------- | --------- | ------------------- | ------------ | ------------------------------ |
| Les données manquantes sont à compléter. |           |                     |              |                                |
| 1884                                     | 1884      | Jacques Visconte    |              |                                |
| mars 1977                                | juin 1995 | Auguste Dumas       | PS           | Conseiller général (1979-1985) |
| juin 1995                                | mars 2001 | André Roure         | PS           | Conseiller général (1998-2004) |
| mars 2001 réélu en 2014                  | 2020      | Jacques Volle       | UDF puis UMP | Conseiller général (2004-2009) |
| 2020                                     | En cours  | Christianne Mosnier | UDI          | Conseillère départementale     |

## Population et société

### Démographie

#### Évolution démographique
L'évolution du nombre d'habitants est connue à travers les recensements de la population effectués dans la commune depuis 1793. Pour les communes de moins de 10 000 habitants, une enquête de recensement portant sur toute la population est réalisée tous les cinq ans, les populations de référence des années intermédiaires étant quant à elles estimées par interpolation ou extrapolation. Pour la commune, le premier recensement exhaustif entrant dans le cadre du nouveau dispositif a été réalisé en 2006.

En 2022, la commune comptait 3 574 habitants, en évolution de +1,59 % par rapport à 2016 (Haute-Loire : +0,36 %, France hors Mayotte : +2,11 %).
| 1793 | 1800 | 1806  | 1821  | 1831  | 1836  | 1841  | 1846  | 1851  |
| ---- | ---- | ----- | ----- | ----- | ----- | ----- | ----- | ----- |
| 956  | 942  | 1 005 | 1 036 | 1 131 | 1 169 | 1 192 | 1 388 | 1 561 |

| 1856  | 1861  | 1866  | 1872  | 1876  | 1881  | 1886  | 1891  | 1896  |
| ----- | ----- | ----- | ----- | ----- | ----- | ----- | ----- | ----- |
| 1 471 | 1 507 | 1 734 | 1 991 | 2 217 | 2 190 | 2 162 | 2 107 | 2 280 |

| 1901  | 1906  | 1911  | 1921  | 1926  | 1931  | 1936  | 1946  | 1954  |
| ----- | ----- | ----- | ----- | ----- | ----- | ----- | ----- | ----- |
| 2 056 | 1 889 | 2 093 | 1 879 | 2 235 | 1 847 | 2 003 | 2 266 | 2 665 |

| 1962  | 1968  | 1975  | 1982  | 1990  | 1999  | 2006  | 2011  | 2016  |
| ----- | ----- | ----- | ----- | ----- | ----- | ----- | ----- | ----- |
| 2 775 | 2 990 | 3 632 | 3 516 | 3 516 | 3 552 | 3 586 | 3 514 | 3 518 |

| 2021  | 2022  | - | - | - | - | - | - | - |
| ----- | ----- | - | - | - | - | - | - | - |
| 3 547 | 3 574 | - | - | - | - | - | - | - |

#### Pyramide des âges
La population de la commune est relativement jeune.
En 2018, le taux de personnes d'un âge inférieur à 30 ans s'élève à 33,2 %, soit au-dessus de la moyenne départementale (31 %). À l'inverse, le taux de personnes d'âge supérieur à 60 ans est de 29,5 % la même année, alors qu'il est de 31,1 % au niveau départemental.
En 2018, la commune comptait 1 681 hommes pour 1 831 femmes, soit un taux de 52,14 % de femmes, légèrement supérieur au taux départemental (50,87 %).
Les pyramides des âges de la commune et du département s'établissent comme suit.
| Hommes | Classe d’âge | Femmes |
| ------ | ------------ | ------ |
| 0,9    | 90 ou +      | 1,7    |
| 9,0    | 75-89 ans    | 12,6   |
| 16,6   | 60-74 ans    | 18,0   |
| 20,7   | 45-59 ans    | 20,3   |
| 17,0   | 30-44 ans    | 16,6   |
| 17,3   | 15-29 ans    | 15,7   |
| 18,5   | 0-14 ans     | 15,1   |

| Hommes | Classe d’âge | Femmes |
| ------ | ------------ | ------ |
| 0,9    | 90 ou +      | 2,5    |
| 8,4    | 75-89 ans    | 11,7   |
| 20,4   | 60-74 ans    | 20,5   |
| 21,3   | 45-59 ans    | 20,3   |
| 16,8   | 30-44 ans    | 16,3   |
| 15,2   | 15-29 ans    | 13,2   |
| 17     | 0-14 ans     | 15,6   |

### Sports et loisirs
- Football Club Espaly, club de football évoluant en National 3 (5e division) pour la saison 2024-2025, comptant 400 licenciés[63]. Le 20 décembre 2024, en trente-deuxièmes de finale de la Coupe de France qu'il atteint pour la première fois de son histoire, le club bat Dijon (National 1) aux tirs au but[64],[65] ; le 15 janvier 2025, en seizièmes de finale, le club s'incline 4-2 contre le PSG au stade Marcel-Michelin à Clermont-Ferrand[66].

## Économie

### Revenus
En 2018, la commune compte 1 619 ménages fiscaux, regroupant 3 486 personnes. La médiane du revenu disponible par unité de consommation est de 21 330 € (20 800 € dans le département). 49 % des ménages fiscaux sont imposés (42,8 % dans le département).

### Emploi
| Division       | 2008  | 2013  | 2018   |
| -------------- | ----- | ----- | ------ |
| Commune        | 7,5 % | 8,2 % | 10,6 % |
| Département    | 6,3 % | 7,7 % | 7,7 %  |
| France entière | 8,3 % | 10 %  | 10 %   |

En 2018, la population âgée de 15 à 64 ans s'élève à 2 127 personnes, parmi lesquelles on compte 73 % d'actifs (62,5 % ayant un emploi et 10,6 % de chômeurs) et 27 % d'inactifs,. En 2018, le taux de chômage communal (au sens du recensement) des 15-64 ans est supérieur à celui de la France et du département, alors qu'il était inférieur à celui de la France en 2008.
La commune fait partie de la couronne de l'aire d'attraction du Puy-en-Velay, du fait qu'au moins 15 % des actifs travaillent dans le pôle,. Elle compte 812 emplois en 2018, contre 856 en 2013 et 978 en 2008. Le nombre d'actifs ayant un emploi résidant dans la commune est de 1 345, soit un indicateur de concentration d'emploi de 60,4 % et un taux d'activité parmi les 15 ans ou plus de 53,7 %.
Sur ces 1 345 actifs de 15 ans ou plus ayant un emploi, 233 travaillent dans la commune, soit 17 % des habitants. Pour se rendre au travail, 80,7 % des habitants utilisent un véhicule personnel ou de fonction à quatre roues, 3,4 % les transports en commun, 13 % s'y rendent en deux-roues, à vélo ou à pied et 3 % n'ont pas besoin de transport (travail au domicile).

## Culture locale et patrimoine

### Lieux et monuments

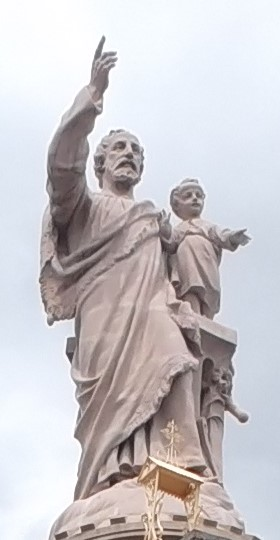
Statue de saint Joseph,
sanctuaire Saint-Joseph de Bon Espoir

- Pont d'Estroulhas[67] sur la rivière Borne.
- Vestiges gallo-romains[68]
- Rocher des Orgues - Site classé depuis 1910[69]
- Basilique Saint-Joseph-de-Bon-Espoir : basilique, grotte, chapelle, statue monumentale de Saint Joseph.
- Distillerie Maurin-Vey[50]
- Église Saint-Marcel, inscrite au titre des monuments historiques par arrêté du 25 septembre 1962[37].
- Villa d'Espaly[70]
- Pavillon de jardin - 96 route de l'Ermitage[71]

### Personnalité liée à la commune
Jules Vallès, l'auteur notamment de la trilogie Jacques Vingtras (L'Enfant, Le Bachelier, L'Insurgé) est natif du Puy-en-Velay, Il évoque dans le premier tome de ses souvenirs le hameau de Farreyrolles où il passe d'inoubliables vacances chez son oncle curé. L'endroit fait partie de la commune d'Espaly-Saint-Marcel. Dans le roman, la commune figure sous le nom d' « Espailly ».

### Héraldique
| Blason de Espaly-Saint-Marcel | Blason  | De gueules à la tour d'or ouverte, ajourée et maçonnée de sable, accompagnée en chef à dextre d'une couronne fermée au naturel, à senestre dune croisette cléchée, vidée et pommetée de douze pièces d'or et en pointe d'un pont de trois arches d'argent mouvant des flancs. |
| Blason de Espaly-Saint-Marcel | Détails | Le statut officiel du blason reste à déterminer. |